# Puerto Rico en los Juegos Panamericanos
Puerto Rico ha participado en los Juegos Panamericanos desde su realización en 1955. Puerto Rico ha sido sede de los Juegos Panamericanos de 1979, realizados en la ciudad de San Juan . El país está representado en los juegos por el Comité Olímpico de Puerto Rico.

## Medallero
| Juegos              |    |    |     | Total |
| México 1955         | 0  | 2  | 2   | 4     |
| Chicago 1959        | 0  | 2  | 4   | 6     |
| São Paulo 1963      | 0  | 2  | 2   | 4     |
| Winnipeg 1967       | 1  | 1  | 3   | 5     |
| Cali 1971           | 2  | 4  | 7   | 13    |
| México 1975         | 0  | 3  | 7   | 10    |
| San Juan 1979       | 2  | 9  | 10  | 21    |
| Caracas 1983        | 2  | 7  | 6   | 15    |
| Indianápolis 1987   | 3  | 6  | 20  | 29    |
| La Habana 1991      | 3  | 13 | 11  | 27    |
| Mar del Plata 1995  | 1  | 9  | 12  | 22    |
| Winnipeg 1999       | 1  | 3  | 8   | 12    |
| Santo Domingo 2003  | 3  | 4  | 9   | 16    |
| Río de Janeiro 2007 | 3  | 6  | 12  | 21    |
| Guadalajara 2011    | 6  | 8  | 8   | 22    |
| Toronto 2015        | 1  | 1  | 13  | 15    |
| Lima                | 5  | 5  | 14  | 24    |
| Total               | 33 | 85 | 148 | 266   |

## Medallas

### Medallas por deporte
La siguiente tabla muestra las medallas obtenidas por deporte, ordenadas por preseas de oro, plata y bronce.
| Deporte           |    |    |     |     |
| ----------------- | -- | -- | --- | --- |
| Boxeo             | 8  | 19 | 26  | 53  |
| Vela              | 4  | 0  | 3   | 7   |
| Halterofilia      | 3  | 10 | 12  | 25  |
| Judo              | 3  | 8  | 11  | 22  |
| Baloncesto        | 3  | 6  | 5   | 14  |
| Gimnasia          | 3  | 4  | 9   | 16  |
| Tenis de mesa     | 3  | 0  | 5   | 8   |
| Lucha             | 1  | 6  | 13  | 20  |
| Atletismo         | 1  | 6  | 11  | 18  |
| Tenis             | 1  | 6  | 7   | 14  |
| Beisbol           | 1  | 2  | 4   | 7   |
| Taekwondo         | 1  | 1  | 12  | 14  |
| Equitación        | 1  | 0  | 0   | 1   |
| Natación          | 0  | 8  | 6   | 14  |
| Tiro              | 0  | 3  | 9   | 12  |
| Softbol           | 0  | 3  | 3   | 6   |
| Esgrima           | 0  | 1  | 2   | 3   |
| Bowling           | 0  | 1  | 1   | 2   |
| Baloncesto 3x3    | 0  | 1  | 0   | 1   |
| Karate            | 0  | 0  | 2   | 2   |
| Voleibol de playa | 0  | 0  | 2   | 2   |
| Ciclismo          | 0  | 0  | 1   | 1   |
| Patinaje          | 0  | 0  | 1   | 1   |
| Raquetbol         | 0  | 0  | 1   | 1   |
| Surf              | 0  | 0  | 1   | 1   |
| Tiro con arco     | 0  | 0  | 1   | 1   |
| Total             | 33 | 85 | 148 | 266 |